# Werchni Ufalei
Werchni Ufalei (russisch Верхний Уфалей, übersetzt etwa Ober-Ufalei) ist eine Stadt in der Oblast Tscheljabinsk (Russland) mit 30.481 Einwohnern (Stand 14. Oktober 2010).

## Geografie
Die Stadt liegt am Südostrand des Mittleren Ural etwa 140 km nordwestlich der Oblasthauptstadt Tscheljabinsk an der Ufaleika, einem rechten Nebenfluss der Ufa im Flusssystem der Kama.
Werchni Ufalei ist der Oblast administrativ direkt unterstellt.
Die Stadt liegt an der 1896 eröffneten Eisenbahnstrecke Jekaterinburg–Tscheljabinsk.

## Geschichte
Werchni Ufalei entstand 1761 mit der Gründung des Eisenwerkes Ufaleiski sawod, weshalb die Stadt in der Anfangszeit als (Werchni) Ufaleisk bekannt war. Mit Errichtung eines weiteren Werkes flussabwärts 1813 wurde dieses Werk zum Werchne-Ufaleiski-Sawod (Oberen Ufalei-Werk).
In den 1930er Jahren entstand hier auf der Grundlage lokaler Erzvorkommen eine Nickelhütte. Dem damit verbundenen Wachstum des Ortes wurde mit der Verleihung des Stadtrechts am 26. April 1940 Rechnung getragen.

### Bevölkerungsentwicklung
| Jahr | Einwohner |
| ---- | --------- |
| 1939 | 25.573    |
| 1959 | 36.934    |
| 1970 | 37.888    |
| 1979 | 38.595    |
| 1989 | 40.061    |
| 2002 | 34.360    |
| 2010 | 30.481    |

Anmerkung: Volkszählungsdaten

## Kultur und Sehenswürdigkeiten
Die Stadt besitzt ein Heimatmuseum.

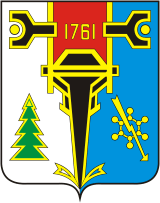
Sowjetisches Stadtwappen (1975)

Die Hauptsehenswürdigkeiten befinden sich in der Umgebung: die Berge und Felsen Schigirskije sopki, Bolschoi kamen und Krasny kamen sowie der See Itkul.

## Wirtschaft
Neben der Nickelhütte der Ufaleinikel AG gibt es Betriebe des Maschinenbaus und der Holzwirtschaft.